# Мамонтов, Николай Петрович
Никола́й Петро́вич Ма́монтов (17 [29] августа 1884, Варшава, Царство Польское — после 1920 года) — русский военный деятель, военный журналист, командир 1-й чехословацкой дивизии, полковник.

## Биография
Потомственный дворянин. Родился в Варшаве в семье военного. Отец — командир Варшавской крепостной артиллерии генерал-майор Пётр Иванович Мамонтов.
После окончания Александровского кадетского корпуса в 1901 году поступил в Павловское военное училище. В стенах училища становился, последовательно, младшим портупей-юнкером и старшим портупей-юнкером. Окончил училище в 1903 году и был направлен в 3-й стрелковый Его Величества лейб-гвардии полк.
С началом русско-японской войны в 1904 году был откомандирован в управление Санкт-Петербургского воинского начальника для обучения ратников государственного ополчения. В январе 1905 года был откомандирован в 119-й пехотный Коломенский полк 30-й пехотной дивизии на должность командира пулемётного взвода. Именно тогда он впервые попробовал себя в качестве военного корреспондента. Н. П. Мамонтовым были написаны листки походного календаря под общим названием «Смерть странного человека», в которых отражались некоторые события походной жизни, рассказы о сослуживцах. По окончании войны был направлен в пулемётную роту 6-го пехотного Сибирского Енисейского полка, где и пребывал до апреля 1906 года, пока высочайшим приказом не был отправлен к «месту штатного служения» в лейб-гвардии Стрелковый полк на должность командира 1-го пулемётного взвода. В указанный период в качестве военной награды «за понесённые труды походной жизни» получил орден Святого Станислава 3-й степени.
На основании Положения о курсах восточных языков подпоручик Н. П. Мамонтов был прикомандирован к Главному Штабу в сентябре 1907 года с зачислением в списки 14-го пехотного Олонецкого полка. С мая по август 1908 года он был командирован в Персию для совершенствования в языке. В период стажировки по предложению заведующего обучением Персидской кавалерии Генерального штаба полковника В.П. Ляхова принял на себя подготовку пулемётной команды бригады, за что удостоен персидского ордена Льва и Солнца 2-й степени, который было высочайше разрешено принять и носить. Впечатления о путешествии в Персию были изложены Мамонтовым в книге «Очерки современной Персии», вышедшей в 1909 году. В ней «Мамонтов выступает не только как внимательный и добросовестный наблюдатель, собравший ценнейшие факты о посещаемых им местах и их населении, но и как исследователь истории, условий материальной и духовной жизни персов». Через год для той же цели совершенствования в языке его откомандировали в Турцию (май — август 1909 г.). На курсах восточных языков Мамонтов находился до июня 1910 года.
По окончании курса восточных языков штабс-капитана Н. П. Мамонтова перевели в 258-й пехотный Сухумский полк (203-й пехотный Сухумский полк) в июне 1910 года и тут же прикомандировали в город Тифлис в окружной штаб для ознакомления с обязанностями тыловой службы. Приказом по полку № 332 от 14 сентября 1913 года Н. П. Мамонтов был уволен в запас с оставлением по армейской пехоте.
В 1912 году Мамонтов действует как военный корреспондент газеты «Утро России» на Первой Балканской войне. Он характеризуется как «один из лучших и наиболее осведомленных военных корреспондентов». В 1913 году Мамонтов сотрудничает также с «Голосом Москвы». Во время боевых действий Мамонтов даже поднимался вместе с болгарскими солдатами на аэростате «София», пролетев над осаждённым Адрианополем и наблюдая с высоты 300 метров боевые позиции По результатам поездок на театр военных действий Мамонтов в 1913 году издаёт книгу «С болгарскими войсками от Балкан до Чаталджи»

### В годы Первой мировой войны (в составе русских полков)
В августе 1914 года началась Первая мировая война. 20 июля 1914 года Н. П. Мамонтова призвали из запаса в 11-й гренадерский Фанагорийский полк, в котором он был назначен младшим офицером в Е. В. роту. Уже через месяц, в августе, он был назначен командиром роты, а ещё через месяц командиром батальона. В составе вышеназванного полка принял участие в делах против неприятеля: в войне с Австро—Венгрией и Германией, как указано в его послужном списке. В одном из боёв проявил особую отвагу и дерзость. Вот так его подвиг описывается в Высочайшем приказе от 23 апреля 1915 года, опубликованном в журнале «Разведчик» («Развѣдчикъ») № 1285 от 23 июня 1915 года

«…Утверждается пожалование Главнокомандующим армиями — фронта, за отличия в делах против неприятеля, по удостоению Местной Думы из лиц, имеющих Георгиевское оружие: 

Георгиевскаго Оружия: 

Призванному из запаса армейской пехоты в 11-й гренадерский Фанагорийский полк, штабс-капитану Николаю Мамонтову, за то, что в бою 18-го октября 1914 г. атаковал сильно укреплённую позицию у дд. Нагоржева и Витославице и, находясь во главе роты, выбил противника из этих деревень и укреплённой позиции у опушки леса, а 19 октября штыковой атакой выбил противника из ближайшего леса и лесопильного завода, усеяв всё поле трупами врага…»
— Высочайший приказ по Военному ведомству от 23 апреля 1915 года. 
 Военный и литературный журнал «Разведчик» № 1285 от 23 июня 1915 года
Эта ключевая фраза в Высочайшем приказе является исчерпывающим описанием действий молодого штабс-капитана. За этот подвиг он был представлен командующим армиями Юго-Западного фронта к награждению золотым Георгиевским оружием, Высочайшее утверждение которого состоялось в апреле 1915 года. Находясь на передовой, Н. П. Мамонтов не раз проявлял смелость и отвагу. К следующей боевой награде, ордену Святого Великомученика и Победоносца Георгия 4-й степени, он был представлен уже спустя несколько дней:

«…Утверждается пожалование командующим — армиею, за отличия в делах против неприятеля, по удостоению местной кавалерской Георгиевской Думы: 

Ордена Св. Великомученика и Победоносца Георгия 4-й степени:

Призванному из запаса армейской пехоты в 11-й гренадерский Фанагорийский полк, штабс-капитану Николаю Мамонтову, за то, что в бою 10 Ноября 1914 г. у д. Посквитов, когда противник, прорвав двумя колоннами линию наших окопов, зашёл в тыл, штабс-капитан Мамонтов, находившийся со своей ротой в резерве, бросился по собственному почину сначала на одну из колонн, затем на другую и после упорного штыкового боя, уничтожив большую часть противника, отбросил остатки его назад, чем выручил части прорванного боевого участка от грозившей им опасности…»
— Высочайший приказ по Военному ведомству от 2 июня 1915 года. 
 Военный и литературный журнал «Разведчик» № 1293 от 18 августа 1915 года
Здесь Мамонтов проявил не только смелость, но, дерзость и решительность: «…бросился по собственному почину…». В боевой обстановке умел принимать правильные решения, которые в конечном итоге решали исход боя. В этом же бою он был тяжело ранен:

«…в составе Фанагорийского полка был ранен и контужен в бою 10-го Ноября 1914 г. пулями и осколками снаряда тяжёлой артиллерии в верхнюю треть правого бедра и нижнюю часть живота, по перевязке остался в строю…»
— Запись в послужном списке полковника Н. П. Мамонтова. 
 Российский государственный военно-исторический архив (РГВИА) . Фонд № 409, опись № 2, 
дело № 171916 «C послужными списками лиц командного состава»
В декабре 1914 года штабс-капитан Н. П. Мамонтов был назначен адъютантом к командующему 3-й армии генералу от инфантерии Р. Д. Радко-Дмитриеву. В июле 1915 года командирован вновь в Лейб-гвардии 3-й Стрелковый полк (бывший Лейб-гвардии Стрелковый полк), в котором временно командовал 1-м батальоном, а затем 2-м (с сентября 1915 г. по апрель 1916 г). В составе полка принял участие в боях за город Вильно. В этот период за отличие в делах против неприятеля произведён в капитаны — 21 Октября 1915 года. В феврале 1916 года произведён в подполковники. Далее Н. П. Мамонтов проходил службу на командных и штабных должностях в различных частях и соединениях русской армии. В 481-м пехотном Мещовском полку, в котором служил с мая по июль 1916 года включительно, был назначен председателем полкового суда. Продолжал участие в действительных военных сражениях. Продолжал военно-корреспондентскую деятельность и написал несколько очерков, объединённых общим названием «Рассказы строевого офицера. Письма с войны»
27 августа 1916 года подполковник Н. П. Мамонтов отправился в распоряжение командира чехословацкой стрелковой бригады на должность командира батальона 1-го чехословацкого стрелкового полка.

### Служба в составе чехословацкого корпуса (дивизии)
Служба в чехословацкой бригаде является наиболее выдающимся этапом в военной биографии Н. П. Мамонтова. Всего за один год он пройдёт путь от командира батальона, далее — командира 3-го Чехо-Словацкого Яна Жижки с Троцнова стрелкового полка, затем командира 1-й Чехо-Словацкой стрелковой бригады и, наконец, командира 1-й Чехо-Словацкой дивизии.
15 марта 1917 г. на базе батальона, которым он командовал, был создан 3-й Чехо-Словацкий Яна Жижки с Троцнова стрелковый полк и он стал его командиром.
В июньском наступлении 1917 года Юго-Западного фронта Чехо-Словацкая стрелковая бригада должна была впервые использоваться, как самостоятельная боевая единица. В ходе начавшегося наступления русской армии чехословацкая бригада, в состав которой входил и 3-й полк под командованием Н. П. Мамонтова, прорвала фронт на своём участке в районе Зборова и взяла в плен более 3 тысяч австро-венгров. После битвы у Зборова и назначения командира бригады полковника В. П. Троянова командующим 1-й Финляндской стрелковой дивизией, Н. П. Мамонтов стал командиром Чехо-Словацкой стрелковой бригады, а с образованием корпуса некоторое время командовал всей 1-й Чехо-Словацкой Гуситской дивизией. Являясь профессиональным военным переводчиком, обладая знаниями нескольких восточных языков, он без труда освоил и чешский язык и знал его в совершенстве. Н. П. Мамонтов отлично понимал, что, будучи командиром национальной дивизии, он обязан знать язык своих подчинённых. Все свои письма, обращённые к руководителям чехословацкого национального движения он писал только на чешском. В Российском государственном военном архиве хранится письмо на чешском языке, написанное полковником Н. П. Мамонтовым члену чехословацкого национального совета, будущему 2-му президенту Чехословакии Э. Бенешу с предложением пригласить в Россию председателя чехословацкого национального совета, будущего первого президента независимой Чехословакии профессора Т. Г. Масарика. И Т. Г. Масарик приехал в Россию. И посетил 3-й Чехо-Словацкий Яна Жижки полк. Они неоднократно встречались.
Но, между ними чуть позже возникли серьёзные разногласия. После Февральской революции 1917 года в русской армии интенсивно создавались выборные солдатские комитеты, которые энергично вмешивались в дисциплинарные и военные дела подразделений и соединений. Аналогичные выборные комитеты появились и в чехословацких частях. Полковник Н. П. Мамонтов, родился в семье генерала. В год рождения Николая его старший брат Владимир уже закончил кадетский корпус и поступил в военное училище. То есть сам Н. П. Мамонтов с детства знал, что такое воинская дисциплина, ибо с детства был к ней приучен. Он не мог позволить вольницы во вверенном ему соединении. И запретил эти комитеты. Однако у Т. Г. Масарика на этот счёт было другое мнение. Либерал и демократ, сугубо гражданский человек, он не видел ничего страшного в солдатских комитетах. Приказом по чехословацкой бригаде 9 августа ротные и полковые комитеты вновь были разрешены, хотя их деятельностью и ограничивалась решением только хозяйственных и просветительских вопросов.
Другое серьёзное разногласие возникло в вопросе участия корпуса в революционных событиях России. Видя, как стремительно они развиваются, Н. П. Мамонтов настаивал на вмешательство чехословацкого корпуса в эти события. Он доказывал, что корпусу всё равно придётся участвовать в них. Однако Т. Г. Масарик не хотел вмешательства корпуса во внутрироссийские дела. В фонде «Филиала Чехословацкого национального совета в России» хранится телеграмма Т. Г. Масарика командиру 1-й чехословацкой дивизии полковнику Мамонтову о запрещении вмешательства чехословацкого войска во внутренние дела России. Кроме того, в Российском государственном военном архиве хранится распоряжение Т. Г. Масарика о нейтралитете чехословацких воинских соединений в период революционных событий в России:

«ВСЕМ ВОЕННЫМ ВЛАСТЯМ И НАЧАЛЬНИКАМ РАСПОРЯЖАЮЩИМСЯ ЧЕШСКОСЛОВАЦКИМИ ВОЙСКАМИ. 

Опираясь на соглашение Чешскословацкого национального Совета со Ставкой Верховного Главнокомандующего и Главным Управлением Генерального Штаба в том, что чешскословацкие войска не могут быть употреблены во внутренних политических распрях в России, а лишь против внешних врагов России, прошу не пользоваться чешскословацкими военными частями в каком бы то ни было виде в настоящей политической междупартийной распре.' 

Председатель ЧЕШСКОСЛОВАЦКОГО НАЦИОНАЛЬНОГО СОВЕТА: /подпись/ Масарик. 

Петроград, 27-го октября 1917 года».
— Распоряжение Т. Г. Масарика. 
 Российский государственный военный архив (РГВА) . Фонд № 1198к, опись № 1, 
дело № 34/578 «Чехословацкий национальный совет»
Так и не разрешив всех разногласий с чехами и командованием корпуса, Н. П. Мамонтов покинул его. Дальнейший ход истории показал правоту Н. П. Мамонтова. Чехословацкий корпус надолго «застрянет» в России и будет принимать участие в боевых действиях против большевиков в годы Гражданской войны в России. На протяжении всей последующей истории советского государства советскими историками действия чехословацкого корпуса в годы Гражданской войны характеризовались только с отрицательной стороны и получили название — мятеж белочехов.
Дальнейшая судьба полковника Н. П. Мамонтова после 1917 года неизвестна. Впрочем, документально точно известно, что при эвакуации Одессы в январе 1920 года приказом главнокомандующего Новороссийскими войсками генерала Н. Н. Шиллинга был создан Штаб обороны города, начальником которого был назначен некий полковник Н. П. Мамонтов. Можно с большой долей вероятности утверждать, что это и есть Николай Петрович Мамонтов. Других полковников с такой фамилией к 1917 году в русской императорской армии не было. Мамонтов вёл один из отрядов войск и беженцев, эвакуировавшихся в начале февраля 1920 года из Одессы в сторону румынской границы под командованием генерал-майора Васильева, и был взят в плен войсками Котовского после боя под Канделем. Дальнейших сведений о его судьбе нет.

## Награды
- Орден Святого Станислава 3-й степени 22 сентября 1905 г.
- Тёмнобронзовая медаль «В память войны 1904—1905 гг.» 17 апреля 1907 г.
- Персидский орден «Льва и Солнца» 2-й степени 6 января 1909 г.
- Светлобронзовая медаль «В память 300-летия Дома Романовых» для ношения на груди 27 апреля 1913 г.
- Георгиевское оружие 23 апреля 1915 г.
- Орден Святого Равноапостольного Князя Владимира 4-й степени с мечами и бантом 26 апреля 1915 г.
- Орден Святой Анны 3-й степени с мечами и бантом 26 апреля 1915 г.
- Орден Святого Великомученика и Победоносца Георгия 4-й степени 2 июня 1915 г.

## Производство в чинах
- В службу вступил из кадет Александровского кадетского корпуса юнкером рядового звания в Павловское военное училище 31 августа 1901 г.
- Юнкером унтер-офицерского звания с 29 сентября 1902 г.
- Младшим портупей-юнкером с 29 ноября 1902 г.
- Старшим портупей-юнкером с 10 февраля 1903 г.
- Подпоручиком с 10 августа 1903 г.
- Поручиком с 6 декабря 1907 г.
- Штабс-капитаном с 11 марта 1908 г.
- Капитаном с 21 октября 1915 г.
- Подполковником с 18 февраля 1916 г.
- Полковником с 24 ноября 1916 г.

ЕГО ИМПЕРАТОРСКОЕ ВЕЛИЧЕСТВО, в присутствии своём в Царском Селе, ноября 24-го дня 1916 года, соизволил отдать следующий приказ: производится на основании Георгиевского Статута (ст.49 и 54), из Подполковников в Полковники числящийся по армейской пехоте, штаб-офицер для поручений при командующем 12-ю армиею, прикомандированный к 1-му Чешско-Словацкому стрелковому полку, Мамонтов (Николай), со старшинством с 1-го Августа 1916 года.
—  Высочайший приказ о чинах военных от 24 ноября 1916 года. 
 Библиотека Царское Село. Высочайшие приказы о чинах военных за 1916 год

## Места службы
- Лейб-гвардии Стрелковый полк с 11 августа 1903 г.
- Командирован в Управление Санкт-Петербургского воинского начальника с 7 сентября 1904 г.
- 119-й пехотный Коломенский полк 30-й пехотной дивизии с 8 января 1905 г.
- 6-й пехотный Сибирский Енисейский полк 40-й пехотной дивизии со 2 сентября 1905 г.
- Лейб-гвардии Стрелковый полк с 28 апреля 1906 г.
- На основании Положения о Курсах восточных языков прикомандирован к Главному Штабу с 5 сентября 1907 г. по 5 июня 1910 г.
- Зачислен в списки 14-го пехотного Олонецкого полка с 11 марта 1908 г.
- Командирован в Персию с 13 мая 1908 г. по 1 августа 1908 г.
- Командирован в Турцию с 26 мая 1909 г. по 17 августа 1909 г.
- 258-й пехотный Сухумский полк (4 июня 1910 г. полк переименован в 203-й пехотный Сухумский полк) с 5 июня 1910 г.
- Командирован в Тифлис с 5 февраля 1911 г. по 5 июня 1911 г.
- Уволен в запас армейской пехоты по Московскому уезду 14 сентября 1913 г.
- Призван из запаса и зачислен на действительную службу в 11-й гренадерский Фанагорийский полк 20 июля 1914 г.
- Адъютант командующего 3-й армией генерала от инфантерии Р. Д. Радко-Дмитриева с 21 декабря 1914 г.
- Командирован в 3-й стрелковый Его Величества лейб-гвардии полк с 14 июля 1915 г.
- Командирован в распоряжение командующего 12-й армии с 27 апреля 1916 г.
- Командирован в 481-й пехотный Мещовский полк 121-й пехотной дивизии с 17 мая 1916 г.
- Отправился в распоряжение командира Чешско-Словацкой стрелковой бригады с 27 августа 1916 г.

## Аттестационный список по 27 августа 1916 года
Православного вероисповедания. 

Женат на дочери коллежского асессора девице Александре Гебель. 

Имеет сына Даниила, родившегося 20 сентября 1909 года. 

Жена и сын вероисповедания православного. 

В гражданской службе и по выборам дворянства не служил. 

Высочайших рескриптов не получал. 

По роду оружия без исполнения службы, в плену у неприятеля и отставке не был. 

Состоял в запасе армии с 14 сентября 1913 г. по 20 июля 1914 г. 

Был в делах против неприятеля в войне с Японией 1904—1905 гг., в войне с Австро-Венгрией и Германией. 

Ранен и контужен в бою 10-го ноября 1914 г. пулями и осколками снаряда тяжёлой артиллерии в верхнюю треть правого бедра и нижнюю часть живота, по перевязке остался в строю. 

На укреплённой позиции м. Пульпе-Плакс под действительным артиллерийским, ружейным и пулемётным огнём противника в составе 14-й Сибирской стрелковой дивизии с 28 мая по 30 июня 1916 г. 

Участвовал в составе 121-й пехотной дивизии, в боях в районе Сухой Двины с 3-го по 9-е июля 1916 г.

Состоял в должности штаб-офицера для поручений при командующем XII армией. 

Дисциплинирован, взысканиям соединённым с ограничением по службе, не подвергался. 

Под судом и следствием не был. 

За ним, за родителями его и за женою, недвижимое имущество, родовое или приобретённое не значится.

## Публикации Мамонтова
- Мамонтов Н. П. Смерть странного человека: (Листки поход. дневника). — ВиМ, 1907, № 5, с. 72—100; № 7, с. 90—103.
- Мамонтов Н. П. Очерки современной Персии. — СПб.: тип. В. Ф. Киршбаума (отд-ние), 1909. — 205 с.
- Мамонтов Н. П. Кньажевина Црна Гора. // Братская Помощь. — 1909. — № 10. — С. 96.
- Мамонтов Н. П. Кнъажевина Црна Гора. По братской земле. М., 1910. 202 с.
- Мамонтов Н. П. С болгарскими войсками от Балкан до Чаталджи: Записки военного корреспондента. — М.: Тип. т-ва Мамонтова, 1913. — 175 с., 4 л. рис., карт.
- Мамонтов Н. П. Рассказы строевого офицера: Письма с войны. — Пг.: Изд. Березовского, 1916. — 184 с.